# Élections législatives tchèques de 2025
Les élections législatives tchèques de 2025 (en tchèque : Volby do Poslanecké sněmovny Parlamentu České republiky 2025) ont lieu les 3 et 4 octobre 2025 afin d'élire les 200 membres de la Xe législature de la Chambre des députés.

## Contexte

### Précédent scrutin
|  |

Le scrutin est une victoire pour l'opposition, les coalitions Ensemble (SPOLU) et Pirates et maires (PaS) remportant à elles deux la majorité absolue des sièges. Dès le soir du 10 octobre, ces deux coalitions annoncent la signature d'un accord en vue de la formation d'un gouvernement de coalition mené par le dirigeant d'Ensemble, Petr Fiala. Arrivée en tête des suffrages au niveau national par une courte avance sur ANO 2011, la coalition de centre droit dirigée par Fiala obtient cependant la deuxième place en termes de sièges du fait de la répartition par circonscription,.
Le 5 novembre, Miloš Zeman fait savoir qu'il est prêt à nommer Petr Fiala président du gouvernement. Trois jours plus tard, les cinq partis signent officiellement leur accord de coalition, puis Petr Fiala se voit confier le lendemain par le président de la République une mission de formation du nouveau gouvernement tchèque. La liste des ministres est rendue publique par Petr Fiala le 16 novembre après un entretien avec Miloš Zeman, le formateur précisant alors que le chef de l'État compte le nommer président du gouvernement dix jours plus tard,. Une nouvelle hospitalisation du chef de l'État, cette fois pour cause de Covid-19, diffère cependant cette nomination au 28 novembre. Zeman fait part de son intention de nommer les membres du gouvernement plus tard, après les avoir rencontrés individuellement. Fiala est finalement assermenté en présence d'un chef de l'État confiné à l'intérieur d'un box de plexiglas, par respect des règles sanitaires.
Le gouvernement est nommé dans son intégralité le 17 décembre 2021, au cours d'une cérémonie au château de Lány, à laquelle ne participe cependant pas le futur ministre de l'Agriculture Zdeněk Nekula en raison d'une contamination par la Covid-19. Le 13 janvier 2022, le gouvernement Fiala obtient la confiance de la Chambre des députés par 106 voix pour sur 193 exprimés,.

## Système électoral

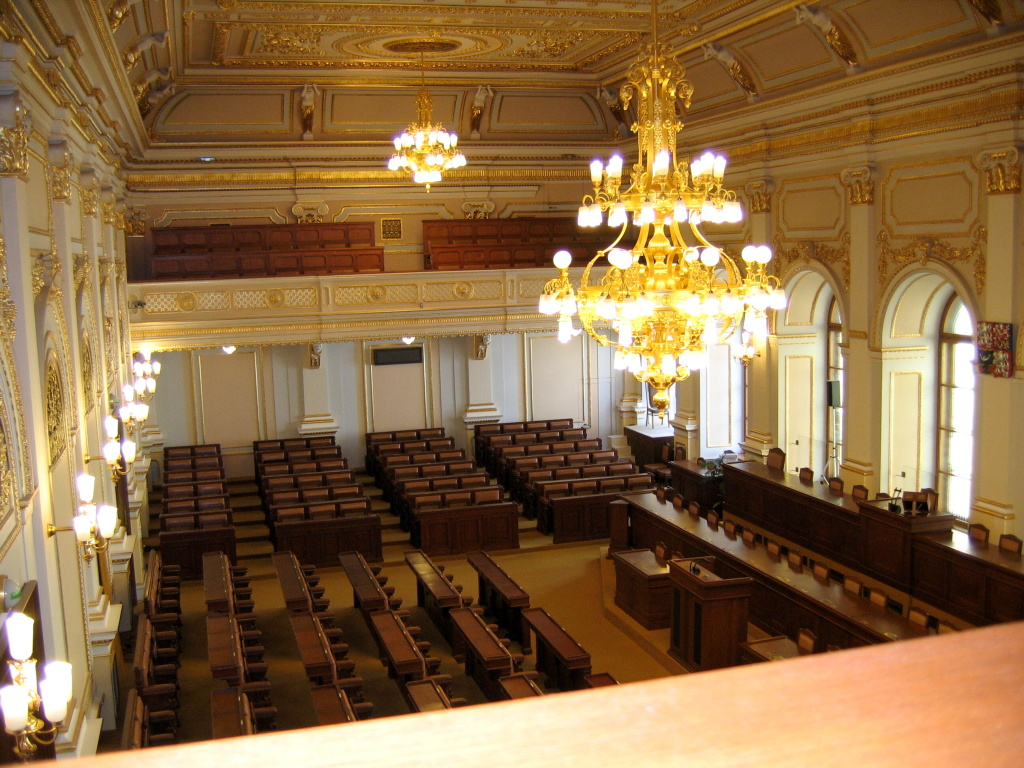
Salle de réunion de la Chambre des députés.

La Chambre des députés (en tchèque : Poslanecká sněmovna) se compose de 200 députés élus pour un mandat de quatre ans au scrutin proportionnel d'Hondt avec vote préférentiel dans 14 circonscriptions électorales.
Lors du vote, en plus de celui pour la liste de parti de leur choix, les électeurs peuvent aussi indiquer leur préférence pour un maximum de quatre des candidats inscrits sur la liste. Les candidats recueillant plus de 5 % des suffrages préférentiels à l'échelon régional sont placés en haut de la liste de leur parti. Lorsque plusieurs candidats recueillent plus de 5 % des votes préférentiels, ils sont classés par ordre du nombre total de votes préférentiels qu'ils ont recueillis.
Après décompte des suffrages, les sièges sont répartis dans chaque circonscription à la proportionnelle selon la méthode d'Hondt à tous les partis ou coalitions ayant franchi le seuil électoral de 5 % des suffrages exprimés au niveau national. Ce seuil passe à 8 % pour les coalitions de deux partis et 11 % pour les coalitions de trois partis et plus,.

## Sondages

## Principaux partis
| Parti | Parti                                                    | Idéologie | Chef de file                         | Résultats en 2021           |
| ----- | -------------------------------------------------------- | --- | ------------------------------------ | --------------------------- |
|       | Ensemble Spolu (ODS-KDU-ČSL-TOP 09)                      | Centre droit Libéral-conservatisme, démocratie chrétienne                                                                          | Petr Fiala Président du gouvernement | 27,79 % des voix 71 députés |
|       | ANO 2011                                                 | Attrape-tout, ou centre à droite Libéralisme, populisme                                                                            | Andrej Babiš                         | 27,13 % des voix 72 députés |
|       | Maires et Indépendants Starostové a nezávislí            | Centre à centre droit Localisme, principe de subsidiarité, europhilie                                                              | Vít Rakušan                          | 16,61 % des voix 37 députés |
|       | Parti pirate tchèque Česká pirátská strana               | Centre à gauche Social-libéralisme, libertarisme de gauche, droit à l'information, démocratie directe, cyberdémocratie, europhilie | Zdeněk Hřib                          | 16,61 % des voix 37 députés |
|       | Liberté et démocratie directe Svoboda a přímá demokracie | Droite à extrême droite Nationalisme, démocratie directe, opposition à l'immigration, populisme de droite                          | Tomio Okamura                        | 12,32 % des voix 20 députés |

## Résultats

### Au niveau national
| Partis                    | Partis                                                   | Voix | %   | +/- | Sièges | +/-           |
| ------------------------- | -------------------------------------------------------- | ---- | --- | --- | ------ | ------------- |
|                           | ANO 2011                                                 |      |     |     |        |               |
|                           | SPOLU (ODS-KDU-ČSL-TOP 09)                               |      |     |     |        |               |
|                           | Maires et Indépendants (STAN)                            |      |     | N/a |        |               |
|                           | Parti pirate tchèque (ČSP)                               |      |     | N/a |        |               |
|                           | Liberté et démocratie directe (SPD)                      |      |     |     |        |               |
|                           | Stačilo! (KSČM-SOCDEM-SD-SN-ČSNS-Moravané)               |      |     |     |        |               |
|                           | Serment (P)                                              |      |     |     |        |               |
|                           | Souveraineté tchèque de la social-démocratie (en) (ČSSD) |      |     |     |        |               |
|                           | Démocratie suisse (ŠD)                                   |      |     |     |        |               |
|                           | Automobilistes ensemble (AUTO)                           |      |     | Nv. |        |               |
|                           | Autres partis                                            |      |     | –   |        | –             |
|                           |                                                          |      |     |     |        |               |
| Suffrages exprimés        |                                                          |      |     |     |        |               |
| Votes blancs et invalides |                                                          |      |     |     |        |               |
| Total                     | Total                                                    |      | 100 | –   | 200    | en stagnation |
| Abstentions               |                                                          |      |     |     |        |               |
| Inscrits/Participation    |                                                          |      |     |     |        |               |